# Repubblica di Nanchino
Il Governo Wang Jingwei era il nome comune del Governo Nazionale Riorganizzato della Repubblica di Cina (中華民國國民政府T, Zhōnghuá Mínguó Guómín ZhèngfǔP), il governo dello stato fantoccio dell'Impero del Giappone nella Cina orientale, chiamato semplicemente Repubblica di Cina. Questo non deve essere confuso con il governo nazionalista esistente contemporaneamente della Repubblica di Cina sotto Chiang Kai-shek, che stava combattendo con gli Alleati della seconda guerra mondiale contro il Giappone durante questo periodo. Il paese era governato come dittatura sotto Wang Jingwei, un ex funzionario di alto rango del Kuomintang (KMT). La regione che avrebbe amministrato venne inizialmente conquistata dal Giappone alla fine degli anni '30 con l'inizio della seconda guerra sino-giapponese.
Wang, un rivale di Chiang Kai-shek e membro della fazione pacifista del KMT, disertò dalla parte giapponese e formò un governo collaborazionista ribelle a Nanchino (Nanjing) (la capitale tradizionale della Cina) nel 1940, così come un Kuomintang collaborazionista che governò il nuovo governo. Il nuovo stato rivendicava l'intera Cina (al di fuori dello stato fantoccio giapponese del Manciukuò) durante la sua esistenza, presentandosi come il legittimo erede della Rivoluzione Xinhai e dell'eredità di Sun Yat-sen rispetto al governo di Chiang Kai-shek a Chunking (Chongqing), ma effettivamente solo il territorio occupato dai giapponesi era sotto il suo controllo diretto. Il suo riconoscimento internazionale era limitato agli altri membri del Patto anticomintern, di cui era firmatario. Il Governo Nazionale Riorganizzato esistette fino alla fine della seconda guerra mondiale e alla resa del Giappone nell'agosto 1945, momento in cui il regime venne sciolto e molti dei suoi membri principali vennero giustiziati per tradimento.
Lo stato è stato formato combinando il precedente Governo riformato (1938–1940) ed il Governo provvisorio (1937-1940) della Repubblica di Cina, regimi fantoccio che governavano rispettivamente la regione centrale e la regione settentrionale della Cina che erano sotto il controllo giapponese. A differenza del governo di Wang Jingwei, questi regimi non erano molto più che armi della leadership militare giapponese e non ricevettero alcun riconoscimento nemmeno dal Giappone stesso o dai suoi alleati. Tuttavia, dopo il 1940 l'ex territorio del governo provvisorio rimase semi-autonomo dal controllo di Nanchino, sotto il nome di "Consiglio politico della Cina settentrionale". La regione del Mengjiang (governo fantoccio nella Mongolia Interna) era sotto il governo di Wang Jingwei solo nominalmente. Il suo regime era ostacolato anche dal fatto che i poteri concessigli dai giapponesi erano estremamente limitati e ciò venne cambiato solo in parte con la firma di un nuovo trattato nel 1943, che gli diede più sovranità dal controllo giapponese. I giapponesi in gran parte lo consideravano non un fine in sé ma il mezzo per un fine, un ponte per i negoziati con Chiang Kai-shek, che li portava a trattare spesso Wang con indifferenza.

## Nomi
Il regime è informalmente noto anche come Governo Nazionalista di Nanchino (南京國民政府T, Nánjīng Guómín ZhèngfǔP), Regime di Nanchino, o dal suo leader Regime di Wang Jingwei (汪精衛政權T, Wāng Jīngwèi ZhèngquánP). Poiché il governo della Repubblica di Cina e successivamente della Repubblica popolare cinese considera il regime illegale, è anche comunemente noto come Regime delle marionette di Wang (汪偽政權T, Wāng Wěi ZhèngquánP) o Governo Nazionalista fantoccio (偽國民政府T, Wěi Guómín ZhèngfǔP) nella Grande Cina. Altri nomi usati sono Repubblica di Cina-Nanchino, Cina-Nanchino o Nuova Cina.

## Antefatti
Mentre Wang Jingwei era ampiamente considerato come un favorito per ereditare la posizione di Sun Yat-sen come leader del Partito Nazionalista, sulla base del suo fedele servizio al partito durante gli anni '10 e '20 e sulla base della sua posizione unica come colui che accettò e registrò le ultime volontà e il testamento del Dr. Sun, venne rapidamente superato da Chiang Kai-shek. Negli anni '30, Wang Jingwei aveva assunto la carica di ministro degli Affari Esteri per il governo nazionalista sotto Chiang Kai-shek. Ciò gli diede il controllo sul deterioramento delle relazioni sino-giapponesi. Mentre Chiang Kai-shek concentrava le sue attenzioni primarie contro il Partito Comunista Cinese, Wang Jingwei lavorava diligentemente per preservare la pace tra Cina e Giappone, sottolineando ripetutamente la necessità di un periodo di pace esteso affinché la Cina potesse elevarsi economicamente e militarmente ai livelli del suo vicino e delle altre grandi potenze mondiali. Nonostante i suoi sforzi, Wang non fu in grado di trovare una soluzione pacifica per impedire ai giapponesi d'iniziare un'invasione nel territorio cinese.

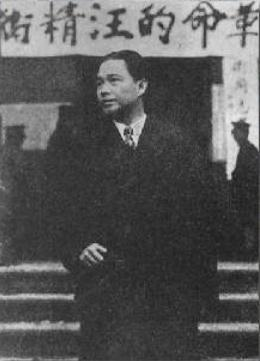
Wang Jingwei era a capo del Governo Nazionale Riorganizzato.

Nell'aprile 1938, la conferenza nazionale del KMT, tenutasi in ritiro nella capitale temporanea di Chongqing, nominò Wang vicepresidente del partito, riferendo solo allo stesso Chiang Kai-shek. Nel frattempo, l'avanzata giapponese nel territorio cinese come parte della seconda guerra sino-giapponese continuò inesorabilmente. Dalla sua nuova posizione, Wang esortò Chiang Kai-shek a perseguire un accordo di pace con il Giappone alla sola condizione che l'ipotetico accordo "non interferisse con l'integrità territoriale della Cina". Chiang Kai-shek, tuttavia, era irremovibile sul fatto che non avrebbe accettato la resa e che era sua posizione che, se la Cina fosse stata unita completamente sotto il suo controllo, i giapponesi avrebbero potuto essere prontamente respinti. Di conseguenza, Chiang continuò a dedicare la sua attenzione primaria allo sradicamento dei comunisti e alla fine della guerra civile cinese. Il 18 dicembre 1938, Wang Jingwei e molti dei suoi più stretti sostenitori si dimisero dalle loro posizioni e salirono su un aereo per Hanoi per cercare mezzi alternativi per porre fine alla guerra.
Da questa nuova base, Wang iniziò a perseguire una risoluzione pacifica del conflitto indipendente dal Partito Nazionalista in esilio. Nel giugno 1939, Wang e i suoi sostenitori iniziarono a negoziare con i giapponesi per la creazione di un nuovo governo nazionalista che potesse porre fine alla guerra nonostante le obiezioni di Chiang. A tal fine, Wang cercò di screditare i nazionalisti a Chongqing sulla base del fatto che non rappresentavano il governo repubblicano immaginato dal Dr. Sun, ma piuttosto una "dittatura a partito unico", e successivamente convocò una Conferenza politica centrale nella capitale di Nanchino per trasferire formalmente il controllo del partito lontano da Chiang Kai-shek. Ad agosto, Wang convocò segretamente il VI Congresso Nazionale del KMT nella città di Shanghai, creando di fatto un nuovo Kuomintang collaborazionista con Wang come leader. Questi sforzi vennero ostacolati dal rifiuto giapponese di offrire sostegno a Wang e al suo nuovo governo . Alla fine, Wang Jingwei e i suoi alleati stabilirono il loro nuovo governo quasi completamente impotente a Nanchino il 30 marzo 1940, durante la "Conferenza politica centrale", nella speranza che Tokyo potesse eventualmente essere disposta a negoziare un accordo per la pace, che, sebbene doloroso, avrebbe potuto consentire alla Cina di sopravvivere. La consacrazione avvenne nella Sala delle Conferenze, e sia la bandiera nazionale "cielo blu bianco-sole terra rossa" che quella "cielo blu bianco-sole" del Kuomintang vennero svelate, accanto a un grande ritratto di Sun Yat-sen.
Il giorno in cui venne formato il nuovo governo, e poco prima dell'inizio della sessione della "Conferenza politica centrale", Wang visitò la tomba di Sun sulla Montagna Purpurea di Nanchino per stabilire la legittimità del suo potere come successore. Wang era stato un funzionario di alto livello del governo del Kuomintang e, come confidente di Sun, aveva trascritto l'ultimo testamento di Sun, il Testamento di Zongli. Per screditare la legittimità del governo Chongqing, Wang adottò la bandiera di Sun nella speranza che lo stabilisse come legittimo successore di Sun e riportasse il governo a Nanchino. Wang e il suo gruppo vennero presto danneggiati dalla defezione del diplomatico Gao Zongwu, che svolse un ruolo fondamentale nell'organizzare la defezione di Wang dopo due anni di trattative con i giapponesi, nel gennaio 1940. Era diventato disilluso e credeva che il Giappone non vedeva la Cina come un partner alla pari, portando con sé i documenti del Trattato di base che il Giappone aveva firmato con il governo di Wang Jingwei. Li rivelò alla stampa del Kuomintang, diventando un importante colpo di propaganda per Chiang Kai-shek e screditando il movimento di Wang agli occhi del pubblico come semplici marionette dei giapponesi.

## Storia

### Shangai capitale (1939-1941)
Con Nanchino ancora in fase di ricostruzione dopo il devastante assalto e l'occupazione da parte dell'esercito imperiale giapponese, il nascente Governo Nazionalista Riorganizzato si rivolse a Shanghai come principale punto focale. Con il suo ruolo chiave di centro economico e mediatico per tutta la Cina, la stretta affiliazione alle potenze imperiali occidentali nonostante l'invasione giapponese e la posizione relativamente riparata dagli attacchi del KMT e delle forze comuniste allo stesso modo, Shanghai offrì rifugio ed opportunità a Wang e alle ambizioni dei suoi alleati. Una volta a Shanghai, il nuovo regime si mosse rapidamente per prendere il controllo di quelle pubblicazioni che già sostenevano Wang e la sua piattaforma per la pace, impegnandosi anche in violenti attacchi in stile gang contro i notiziari rivali. Nel novembre 1940, il Partito Nazionalista Riorganizzato si era assicurato un sostegno locale sufficiente per iniziare acquisizioni ostili sia dei tribunali cinesi che delle banche ancora sotto il controllo nominale del KMT o delle potenze occidentali a Chongqing. Incoraggiato da questo rapido afflusso di garanzie sequestrate, il governo riorganizzato sotto il suo ministro delle Finanze recentemente nominato, Zhou Fohai, fu in grado di emettere una nuova valuta per la circolazione. Alla fine, tuttavia, la già limitata influenza economica acquisita dalle nuove banconote venne ulteriormente ridotta dagli sforzi giapponesi per contenere l'influenza del nuovo regime, almeno per un certo periodo, in territori saldamente sotto il controllo giapponese come Shanghai ed altre regioni isolate della Valle del Fiume Azzurro.

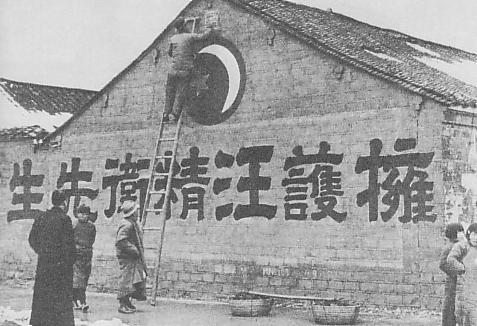
Muro con uno slogan del governo che proclama: "Sostieni il signor Wang Jingwei!"

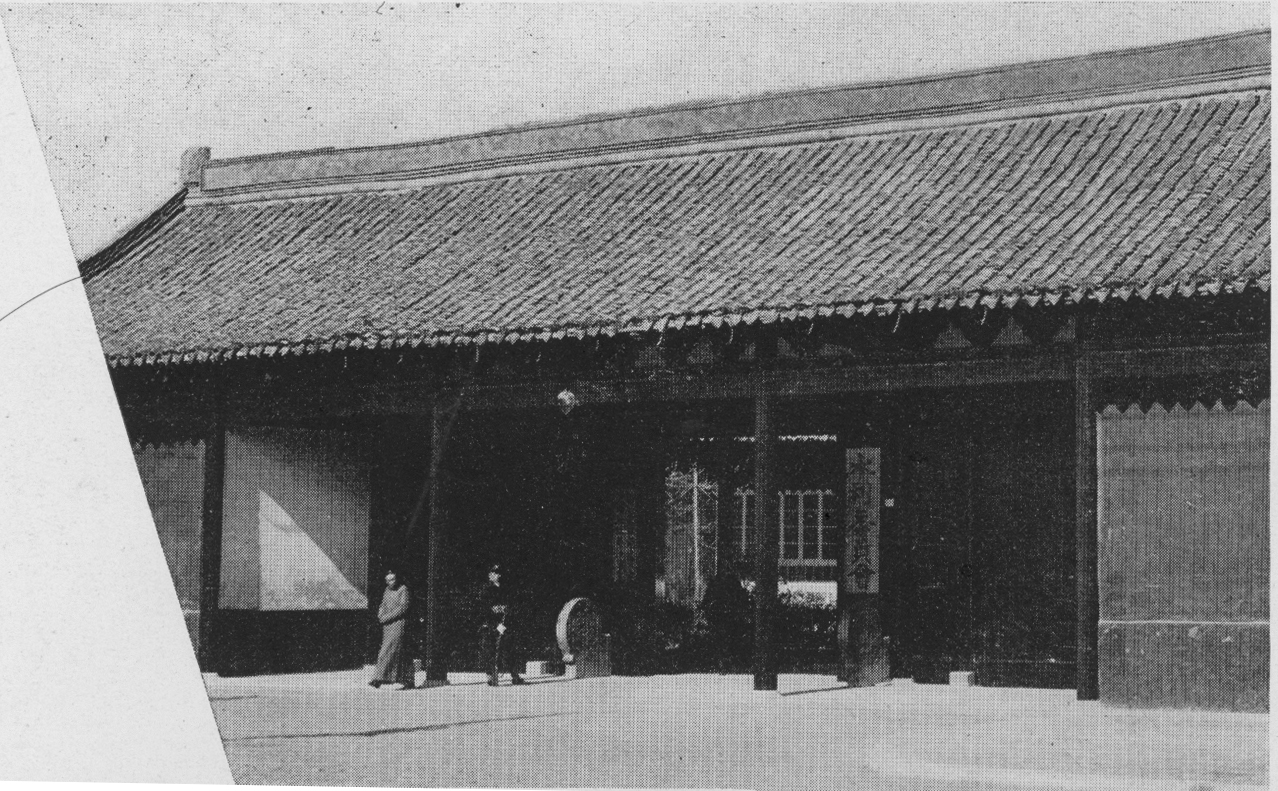
Comitato per le risorse idriche del governo fantoccio di Wang Jingwei

### Gli sforzi per espandere il riconoscimento giapponese

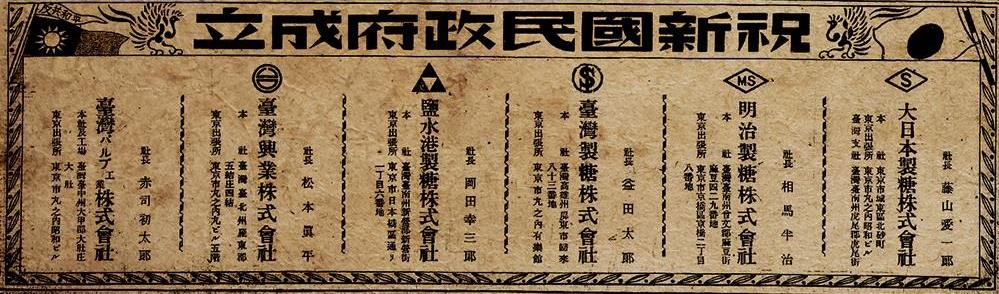
Annuncio di congratulazioni per l'istituzione del nuovo governo nazionalista a Taiwan Nichi Nichi Shimpō

Sebbene Wang fosse riuscito a ottenere dal Giappone un "trattato fondamentale" che riconoscesse la fondazione del suo nuovo partito nel novembre 1940, il documento prodotto non concedeva quasi alcun potere al Governo Nazionalista Riorganizzato. Questo trattato iniziale precludeva ogni possibilità a Wang di agire come intermediario con Chiang Kai-shek e le sue forze per garantire un accordo di pace in Cina. Allo stesso modo, al regime non vennero concessi poteri amministrativi extra nella Cina occupata, ad eccezione di quei pochi precedentemente ritagliati a Shanghai. In effetti, la corrispondenza ufficiale giapponese considerava il regime di Nanchino di banale importanza e sollecitava tutti i rappresentanti simbolici di stanza con Wang e i suoi alleati a respingere tutti gli sforzi diplomatici del nuovo governo che non potevano contribuire direttamente a una vittoria militare totale su Chiang e le sue forze. Sperando di espandere il trattato in modo tale da essere utile, Wang si recò formalmente a Tokyo nel giugno 1941 per incontrare il primo ministro Fumimaro Konoe e il suo governo per discutere nuove termini e accordi. Sfortunatamente per Wang, la sua visita coincise con l'invasione nazista dell'Unione Sovietica, una mossa che incoraggiò ulteriormente i funzionari di Tokyo a perseguire la vittoria totale in Cina, piuttosto che accettare un accordo di pace. Alla fine, Konoe accettò di fornire un prestito sostanziale al governo di Nanchino ed una maggiore sovranità; nessuno dei quali venne realizzato e in effetti nessuno dei quali venne nemmeno menzionato ai comandanti militari di stanza in Cina. Come leggera conciliazione, Wang riuscì a convincere i giapponesi ad ottenere il riconoscimento ufficiale per il governo di Nanchino dalle altre potenze dell'Asse.

### La svolta (1943)

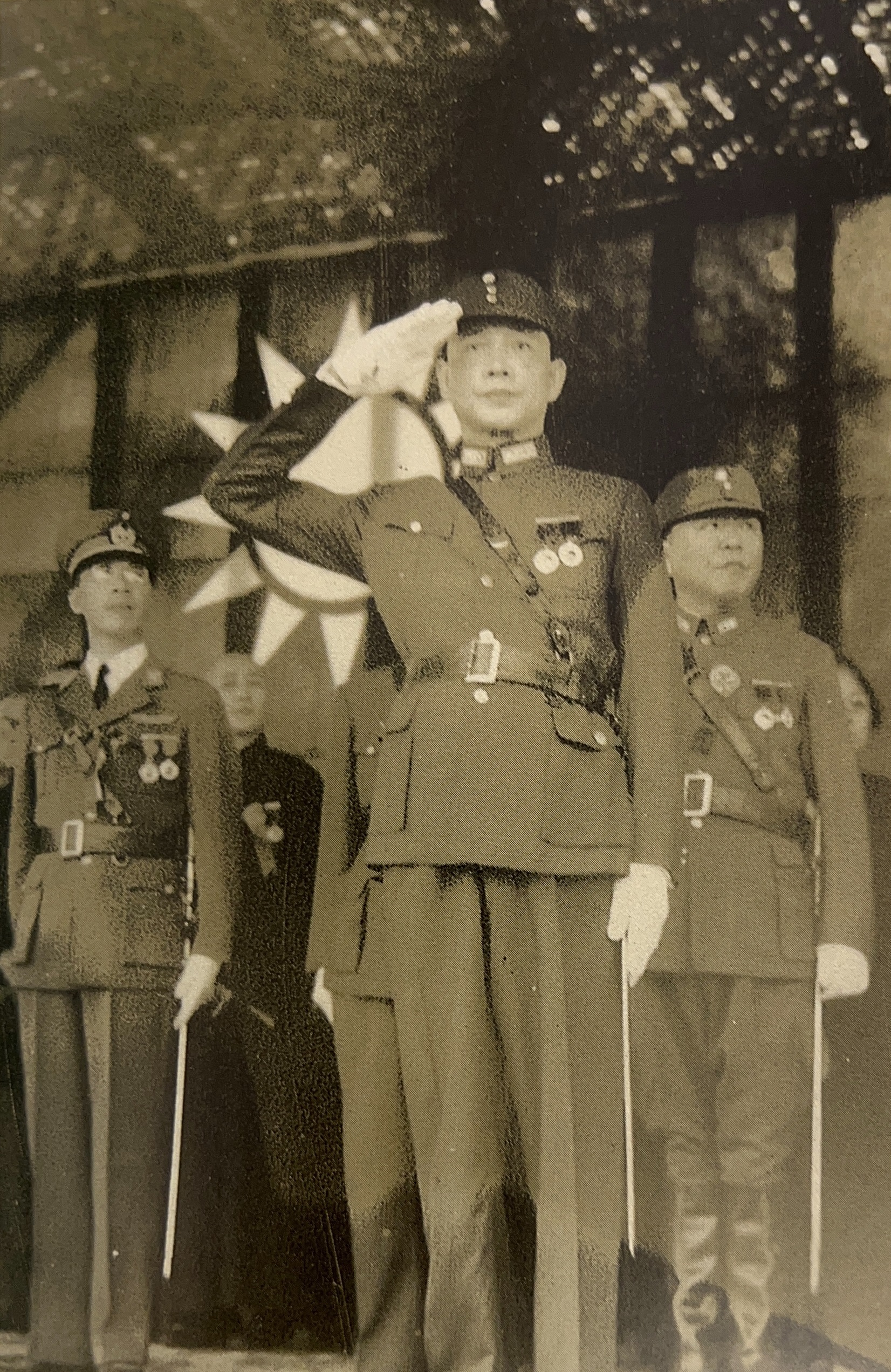
Wang Jingwei ad una parata militare

Mentre l'offensiva giapponese si fermava intorno al Pacifico, le condizioni rimasero generalmente coerenti sotto il governo di Wang Jingwei. Il regime continuò a presentarsi come il governo legittimo della Cina, continuò a fare appello a Chiang Kai-shek per cercare un accordo di pace e continuò ad irritarsi per la sovranità estremamente limitata concessa dagli occupanti giapponesi. Tuttavia, nel 1943, i leader giapponesi, incluso Hideki Tojo, riconoscendo che le sorti della guerra si stavano rivoltando contro di loro, cercarono nuovi modi per rafforzare le forze giapponesi poco distese. A tal fine, Tokyo ritenne finalmente opportuno riconoscere pienamente il governo di Wang Jingwei come un alleato a pieno titolo e venne redatto un patto di alleanza sostitutivo per il trattato di base. Questo nuovo accordo concesse al governo di Nanchino un controllo amministrativo notevolmente migliorato sul proprio territorio, nonché una maggiore capacità di prendere decisioni autonome limitate. Nonostante questa manna, l'accordo arrivò troppo tardi perché il Governo Riorganizzato avesse risorse sufficienti per sfruttare i suoi nuovi poteri e il Giappone non era in condizione di offrire aiuto al suo nuovo partner.

### La guerra all'oppio
Come risultato del caos generale e dei vari sforzi di profitto in tempo di guerra delle armate giapponesi conquistatrici, le già considerevoli operazioni illegali di contrabbando di oppio si espansero notevolmente nel territorio del Governo Nazionalista Riorganizzato. In effetti, le stesse forze giapponesi divennero senza dubbio i più grandi e diffusi trafficanti all'interno del territorio sotto gli auspici di monopoli semi-ufficiali di stupefacenti. Sebbene inizialmente troppo politicamente debole per farsi strada nelle operazioni giapponesi, quando la guerra iniziò a rivoltarsi contro di loro, il governo giapponese cercò d'incorporare più attivamente alcuni governi collaborazionisti nello sforzo bellico. A tal fine, nell'ottobre 1943 il governo giapponese firmò un trattato con il Governo Nazionalista Riorganizzato della Cina offrendo loro un maggior grado di controllo sul proprio territorio. Di conseguenza, Wang Jingwei e il suo governo furono in grado di ottenere un maggiore controllo sui monopoli dell'oppio. I negoziati di Chen Gongbo ebbero successo nel raggiungere un accordo per dimezzare le importazioni di oppio dalla Mongolia, nonché un trasferimento ufficiale dei monopoli sponsorizzati dallo stato dal Giappone al Governo Nazionalista Riorganizzato. Tuttavia, forse a causa di preoccupazioni finanziarie, il regime cercò solo riduzioni limitate nella distribuzione dell'oppio per tutto il resto della guerra.

### Il governo di Nanchino e le aree cinesi settentrionali

Area di controllo delle forze d'invasione giapponesi

L'amministrazione di Tongzhou (Amministrazione autonoma anticomunista del Ji orientale) era sotto il comandante in capo dell'Armata giapponese dell'area della Cina settentrionale fino a quando l'area del Fiume Giallo cadde all'interno della sfera d'influenza dell'Armata giapponese dell'area della Cina centrale. Durante questo stesso periodo l'area dal Zhejiang centrale al Guangdong venne amministrata dall'Armata giapponese dell'area della Cina settentrionale. Questi piccoli feudi in gran parte indipendenti avevano denaro locale e leader locali e spesso litigavano. Wang Jingwei si recò a Tokyo nel 1941 per degli incontri. A Tokyo, il vicepresidente del Governo Nazionale Riorganizzato Zhou Fohai commentò al quotidiano Asahi Shinbun che l'establishment giapponese stava facendo pochi progressi nell'area di Nanchino. Questa citazione provocò la rabbia di Kumataro Honda, l'ambasciatore giapponese a Nanchino. Zhou Fohai presentò una petizione per il controllo totale delle province centrali della Cina da parte del Governo Nazionale Riorganizzato. In risposta, al tenente generale dell'esercito imperiale giapponese Teiichi Suzuki venne ordinato di fornire una guida militare al Governo Nazionale Riorganizzato e così egli divenne parte del vero potere che stava dietro il governo di Wang.
Con il permesso dell'esercito giapponese, venne applicata una politica economica monopolistica, a vantaggio degli zaibatsu giapponesi e dei rappresentanti locali. Sebbene queste società fossero presumibilmente trattate dal governo allo stesso modo delle società cinesi locali, il presidente dello Yuan legislativo a Nanchino, Chen Gongbo, si lamentò del fatto che ciò non fosse vero per la rivista giapponese Kaizō. Il Governo Nazionale Riorganizzato della Repubblica di Cina presentava anche una propria ambasciata a Yokohama (così come nel Manciukuò).

## Governo e politica
Wang Jingwei governò nominalmente il governo come Presidente del Comitato politico centrale, Presidente del Comitato governativo nazionale e Presidente dello Yuan esecutivo (comunemente chiamato Premier), fino alla sua morte nel 1944, dopo di che Chen Gongbo gli succedette fino alla sconfitta del Giappone nel 1945. Il suo Kuomintang collaborazionista era l'unico partito al governo. La suprema autorità normativa nazionale ufficialmente era il Comitato Politico Centrale (中央政治委員會T), sotto il quale vi era il Comitato del Governo Nazionale (國民政府委員會T). La struttura amministrativa del Governo Nazionale Riorganizzato comprendeva anche uno Yuan Legislativo e uno Yuan Esecutivo; vennero guidati rispettivamente da Chen Gongbo e Wang Jingwei fino al 1944. Tuttavia, il potere politico effettivo rimase al comandante dell'Armata giapponese dell'area della Cina settentrionale e alle entità politiche giapponesi formate da consiglieri politici giapponesi. Uno degli obiettivi principali del nuovo regime era presentarsi come la legittima continuazione dell'ex governo nazionalista, nonostante l'occupazione giapponese. A tal fine, il Governo Riorganizzato ha spesso cercato di rivitalizzare ed espandere le precedenti politiche del governo nazionalista, spesso con alterne fortune.

### Il riconoscimento internazionale e le relazioni estere

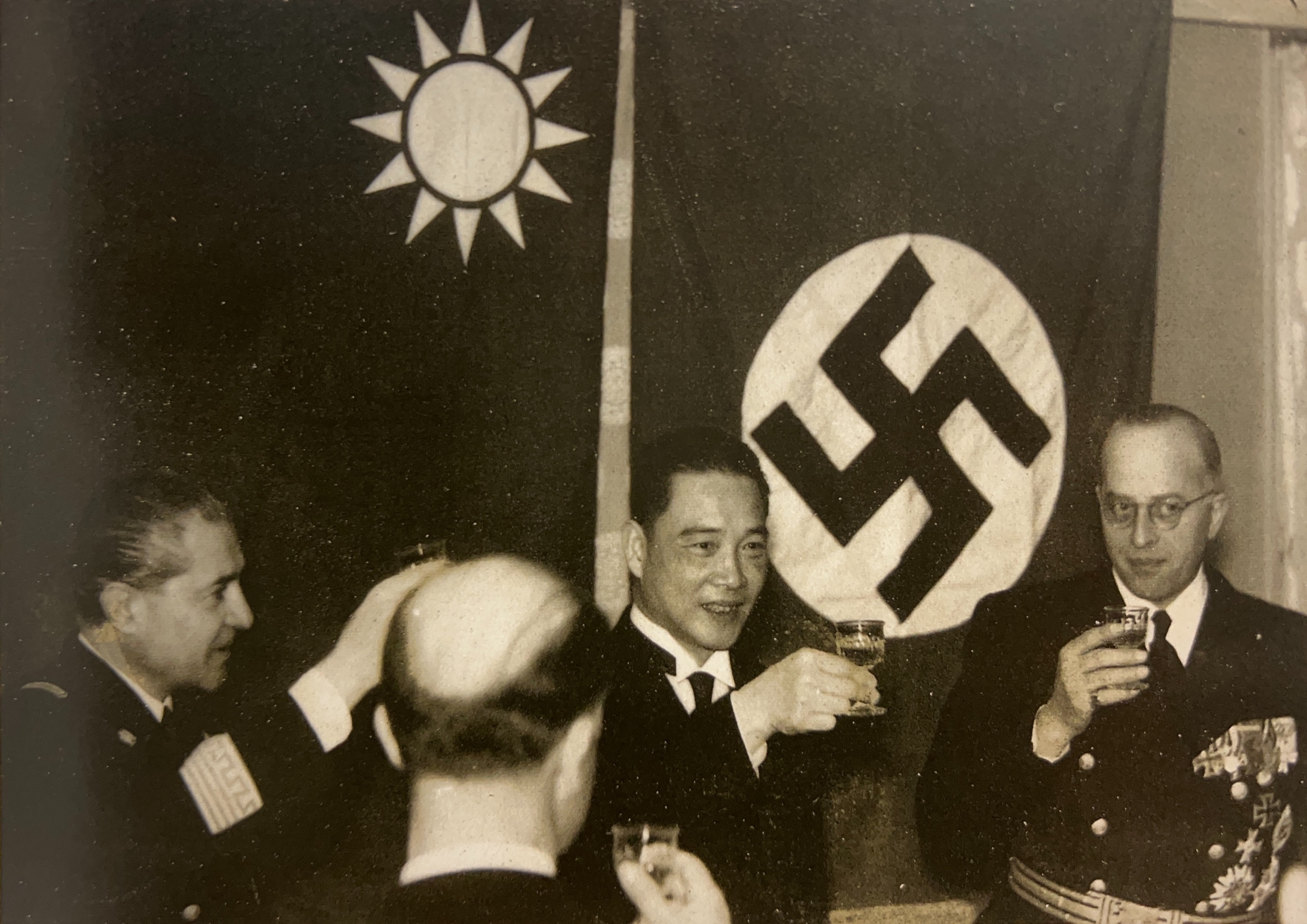
Wang Jingwei con l'ambasciatore Heinrich Georg Stahmer all'ambasciata tedesca nel 1941

Il governo nazionalista di Nanchino ricevette scarso riconoscimento internazionale poiché era visto come uno stato fantoccio giapponese, riconosciuto solo dal Giappone e dal resto delle potenze dell'Asse. Inizialmente, il suo principale sponsor, il Giappone, sperava di giungere a un accordo di pace con Chiang Kai-shek e rinunciò al riconoscimento diplomatico ufficiale del regime di Wang Jingwei per otto mesi dopo la sua fondazione, non stabilendo relazioni diplomatiche formali con il Governo Nazionale Riorganizzato fino al 30 Novembre 1940. Il 20 novembre 1940 venne firmato il trattato di base sino-giapponese, con il quale il Giappone riconosceva il governo nazionalista ed includeva anche una dichiarazione congiunta Giappone-Manciukuò-Cina con la quale la Cina riconosceva l'Impero della Grande Manciuria e i tre paesi s'impegnavano a creare un "Nuovo ordine in Asia orientale". Stati Uniti e Gran Bretagna denunciarono immediatamente la formazione del governo, considerandolo uno strumento dell'imperialismo giapponese. Nel luglio 1941, dopo i negoziati del ministro degli Esteri Chu Minyi, il governo di Nanchino venne riconosciuto come governo della Cina dalla Germania e dall'Italia. Subito dopo, anche Spagna, Slovacchia, Romania, Bulgaria, Croazia e Danimarca riconobbero e stabilirono relazioni con il regime di Wang Jingwei come governo della Cina. Anche la Cina sotto il Governo Nazionale Riorganizzato divenne firmataria del Patto anticomintern il 25 novembre 1941.671–672
Dopo che il Giappone stabilì relazioni diplomatiche con la Santa Sede nel 1942, esso ed il suo alleato Italia fecero pressioni su Papa Pio XII affinché riconoscesse il regime di Nanchino e consentisse la nomina di un inviato cinese al Vaticano, ma egli si rifiutò di cedere a queste pressioni. Invece il Vaticano giunse a un accordo informale con il Giappone che il loro delegato apostolico a Pechino avrebbe fatto visita ai cattolici nel territorio del governo di Nanchino. Il Papa ignorò anche il suggerimento del suddetto delegato apostolico, Mario Zanin, che raccomandò nell'ottobre 1941 che il Vaticano riconoscesse il regime di Wang Jingwei come legittimo governo della Cina. Zanin sarebbe rimasto nel territorio del regime di Wang Jingwei come delegato apostolico, mentre un altro vescovo a Chongqing avrebbe dovuto rappresentare gli interessi cattolici nel territorio di Chiang Kai-shek. La Francia di Vichy, nonostante fosse allineata con l'Asse, resistette alle pressioni giapponesi e anch'essa rifiutò di riconoscere il regime di Wang Jingwei, con i diplomatici francesi in Cina che rimasero accreditati presso il governo di Chiang Kai-shek.
Il Governo Nazionale Riorganizzato aveva una propria Sezione Esteri o Ministero degli Affari Esteri per la gestione delle relazioni internazionali, sebbene fosse a corto di personale. Il 9 gennaio 1943, il Governo Nazionale Riorganizzato firmò con il Giappone il "Trattato sulla restituzione dei territori affittati e sull'abrogazione dei diritti di extraterritorialità", che abolì tutte le concessioni straniere all'interno della Cina occupata. Secondo quanto riferito, la data originariamente doveva essere più tardi quel mese, ma venne spostata al 9 gennaio prima che gli Stati Uniti concludessero un trattato simile con il governo di Chiang Kai-shek. Il governo di Nanchino prese quindi il controllo di tutte le concessioni internazionali a Shanghai e negli altri suoi territori. Nello stesso anno Wang Jingwei partecipò alla Conferenza della Grande Asia come rappresentante della Cina. Il governo di Wang Jingwei inviò atleti cinesi, tra cui la squadra nazionale di calcio, a partecipare ai Giochi dell'Asia orientale del 1940, che si svolsero a Tokyo per il 2600º anniversario della leggendaria fondazione dell'Impero giapponese dall'Imperatore Jinmu e sostituirono le cancellate Olimpiadi del 1940.

### L'ideologia di stato
Dopo il perno del Giappone verso l'adesione alle potenze dell'Asse (che includeva la firma del Patto Tripartito), il governo di Wang Jingwei promosse l'idea del panasiatico diretto contro l'Occidente, volto a stabilire un "Nuovo Ordine nell'Asia orientale" insieme a Giappone, Manciukuò ed altre nazioni asiatiche che avrebbero espulso le potenze coloniali occidentali dall'Asia, in particolare gli "anglosassoni" (Stati Uniti e Gran Bretagna) che dominavano gran parte dell'Asia. Wang Jingwei usò il panasianismo, basando le sue opinioni sulla difesa di Sun Yat-sen affinché i popoli asiatici si unissero contro l'Occidente all'inizio del XX secolo, in parte per giustificare i suoi sforzi per lavorare insieme al Giappone. Affermò che era naturale per il Giappone e la Cina avere buone relazioni e cooperazione a causa della loro stretta affinità, descrivendo i loro conflitti come un'aberrazione temporanea nella storia di entrambe le nazioni. Inoltre, il governo credeva nell'unità di tutte le nazioni asiatiche con il Giappone come leader come unico modo per raggiungere i propri obiettivi di rimuovere le potenze coloniali occidentali dall'Asia. Non c'era una descrizione ufficiale di quali popoli asiatici fossero considerati inclusi in questo, ma Wang, membri del Ministero della Propaganda ed altri funzionari del suo regime che scrivevano per i media collaborazionisti avevano interpretazioni diverse, a volte elencando Giappone, Cina, Manciukuò, Thailandia, Filippine, Birmania, Nepal, India, Afghanistan, Iran, Iraq, Siria e Arabia come potenziali membri di una "Lega dell'Asia orientale".
Dal 1940 in poi, il governo Wang Jingwei descrisse la seconda guerra mondiale come una lotta degli asiatici contro l'Occidente, più specificamente le potenze anglo-americane. Il Governo Nazionale Riorganizzato aveva un Ministero della Propaganda, che esercitava il controllo sui media locali e li utilizzava per diffondere propaganda panasiatica ed antioccidentale. Diplomatici britannici e americani a Shanghai e Nanchino notarono nel 1940 che la stampa controllata da Wang Jingwei pubblicava contenuti anti-occidentali. Queste campagne vennero aiutate dalle autorità giapponesi in Cina e riflettevano anche il pensiero panasiatico promosso dai pensatori giapponesi, che s'intensificò dopo l'inizio della guerra del Pacifico nel dicembre 1941. Giornali e riviste filo-regime pubblicarono articoli che citavano casi di discriminazione razziale nei confronti delle comunità asiatiche immigrate che vivevano in Occidente e nelle colonie occidentali in Asia. Chu Minyi, il ministro degli Affari Esteri del governo di Nanchino, affermò in un articolo scritto poco dopo l'attacco di Pearl Harbor che il conflitto sino-giapponese e altre guerre tra asiatici furono il risultato di una manipolazione segreta dalle potenze occidentali. Anche Lin Baisheng, ministro della Propaganda dal 1940 al 1944, fece queste affermazioni in molti dei suoi discorsi.
Poiché il Giappone era allineato con la Germania, l'Italia ed altri paesi dell'Asse europeo, la propaganda del governo di Nanchino non descriveva il conflitto come una guerra contro tutti i bianchi e si concentrava in particolare su Stati Uniti e Gran Bretagna. I loro giornali, come Republican Daily, elogiarono il popolo tedesco come una grande razza per i loro progressi tecnologici e organizzativi e glorificavano il regime nazista per aver presumibilmente trasformato la Germania in una grande potenza nell'ultimo decennio. Le pubblicazioni del governo di Nanchino concordavano anche con le opinioni antiebraiche sostenute dalla Germania nazista, con Wang Jingwei e altri funzionari che vedevano gli ebrei come dominatori del governo americano e cospiratori con le potenze anglo-americane per controllare il mondo.

### La difesa nazionale

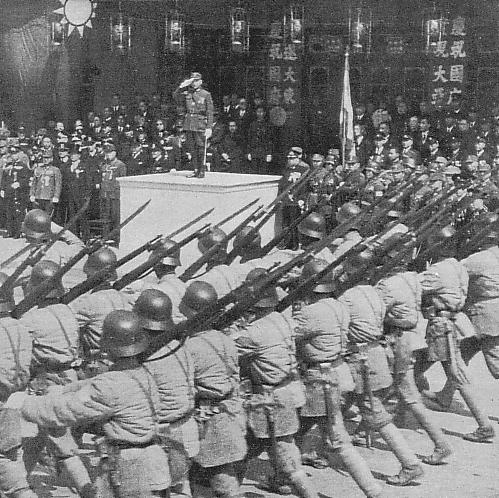
Il presidente Wang Jingwei a una parata militare in occasione del terzo anniversario dell'istituzione del governo

Durante la sua esistenza, il Governo Nazionale Riorganizzato guidò nominalmente un grande esercito chiamato "Esercito nazionale per la costruzione della pace", che si stima avesse incluso da 300.000 a 500.000 uomini, insieme a una marina e una forza aerea più piccole. Sebbene le sue forze terrestri possedessero blindati ed artiglieria limitati, erano principalmente una forza di fanteria. Anche gli aiuti militari dal Giappone furono molto limitati, nonostante le promesse giapponesi di assistere il regime di Nanchino nell'"Accordo sugli affari militari Giappone-Cina" che avevano firmato. Tutte le questioni militari erano di competenza della Commissione militare centrale, ma in pratica quell'organismo era principalmente un organo cerimoniale. In realtà, molti dei comandanti dell'esercito operavano al di fuori del comando diretto del governo centrale di Nanchino. La maggior parte dei suoi ufficiali erano ex membri dell'Esercito Rivoluzionario Nazionale o ufficiali del signore della guerra della prima era repubblicana. Pertanto, la loro affidabilità e capacità di combattimento erano discutibili e si stimava che Wang Jingwei potesse contare solo sulla lealtà di circa il 10-15% delle sue forze nominali. Tra le migliori unità del governo riorganizzato c'erano tre divisioni della Guardia Capitale con sede a Nanchino, il Corpo di polizia fiscale di Zhou Fohai e la 1ª Armata del fronte di Ren Yuandao.
La maggior parte delle forze del governo era armata con un misto di armi nazionaliste catturate e una piccola quantità di equipaggiamento giapponese, quest'ultimo dato principalmente alle migliori unità di Nanchino. La mancanza di un'industria militare locale per tutta la durata della guerra fece sì che il regime di Nanchino avesse difficoltà ad armare le sue truppe. Sebbene l'esercito fosse principalmente una forza di fanteria, nel 1941 ricevette 18 tankette Type 94 per una forza corazzata simbolica e secondo come riferito ricevettero anche 20 autoblindo e 24 motociclette. Il tipo principale di artiglieria in uso erano i mortai medi, ma possedevano anche 31 cannoni da campagna (che includevano i cannoni da montagna modello 1917, utilizzati principalmente dalle divisioni delle Guardie). Spesso le truppe erano equipaggiate con gli Stahlhelm tedeschi, usati in grandi quantità dall'esercito nazionalista cinese. Per le armi leggere non esisteva un fucile standard e veniva utilizzata una grande varietà di armi diverse, il che rendeva difficile rifornirle di munizioni. I fucili più comuni in uso erano la versione cinese del Mauser 98k e l'Hanyang 88, mentre altre armi degne di nota includevano copie cinesi delle mitragliatrici ZB-26.
Insieme alla grande variazione nell'equipaggiamento, c'era anche una disparità nelle dimensioni delle unità. Alcune "armate" avevano solo poche migliaia di soldati, mentre alcune "divisioni" diverse migliaia. C'era una struttura divisionale standard, ma solo le divisioni d'élite delle Guardie più vicine alla capitale avevano effettivamente qualcosa che le somigliava. Oltre a queste forze dell'esercito regolare, c'erano più poliziotti e milizie locali, che contavano decine di migliaia di uomini, ma erano ritenute completamente inaffidabili dai giapponesi. La maggior parte delle unità situate intorno a Pechino nel nord della Cina rimasero, in effetti, sotto l'autorità del Consiglio politico della Cina settentrionale piuttosto che quella del governo centrale. Nel tentativo di migliorare la qualità del corpo degli ufficiali, erano state aperte più accademie militari, tra cui un'Accademia militare centrale a Nanchino ed un'Accademia navale a Shanghai. Inoltre c'era un'accademia militare a Pechino per le forze del Consiglio politico della Cina settentrionale e una filiale dell'Accademia centrale a Canton.
Venne istituita una piccola marina con basi navali a Weihaiwei e Qingdao, ma consisteva principalmente in piccole motovedette utilizzate per la difesa costiera e fluviale. Secondo quanto riferito, gli incrociatori nazionalisti catturati Ning Hai e Ping Hai vennero consegnati al governo dai giapponesi, diventando un importante strumento di propaganda. Tuttavia, la Marina imperiale giapponese li riprese nel 1943 per uso proprio. Inoltre c'erano due reggimenti di marines, uno a Canton e l'altro a Weihaiwei. Nel 1944, la marina era sotto il comando diretto di Ren Yuandao, il ministro della Marina. Nel maggio 1941 venne istituita un'Aeronautica Militare del Governo Nazionale Riorganizzato, con l'apertura della Scuola di Aviazione e la ricezione di tre velivoli addestratori Tachikawa Ki-9. In futuro, l'aeronautica militare avrebbe ricevuto ulteriori addestratori Ki-9 e Ki-55 oltre a trasporti multipli. I piani di Wang Jingwei per formare uno squadrone di caccia con aerei Nakajima Ki-27 non si concretizzarono, poiché i giapponesi non si fidavano abbastanza dei piloti da fornire loro aerei da combattimento. Il morale era basso e si verificarono numerose defezioni. Gli unici due velivoli offensivi che possedevano erano i bombardieri Tupolev SB pilotati da equipaggi nazionalisti in diserzione.
L'esercito del Governo Nazionale Riorganizzato era principalmente incaricato di compiti di guarnigione e polizia nei territori occupati. Prese anche parte alle operazioni anti-partigiane contro i guerriglieri comunisti, come nell'Offensiva dei cento reggimenti, o svolse ruoli di supporto per l'Esercito imperiale giapponese (IJA). Il governo di Nanchino intraprese una campagna di "pacificazione rurale" per sradicare i comunisti dalle campagne, arrestando e giustiziando molte persone sospettate di essere comuniste, con il sostegno dei giapponesi.

### I metodi di reclutamento giapponesi
Durante i conflitti nella Cina centrale, i giapponesi utilizzarono diversi metodi per reclutare volontari cinesi. Simpatizzanti giapponesi, incluso il governatore filo-giapponese di Nanchino, o importanti proprietari terrieri locali come Ni Daolang, vennero usati per reclutare contadini locali in cambio di denaro o cibo. I giapponesi reclutarono 5.000 volontari nell'area di Anhui per l'Esercito del Governo Nazionale Riorganizzato. Le forze giapponesi e il Governo Nazionale Riorganizzato usarono slogan come "Deponi le armi e prendi l'aratro", "Opporsi ai banditi comunisti" o "Opporsi al governo corrotto e sostenere il governo riformato" per dissuadere gli attacchi della guerriglia e rafforzare il suo sostegno.
I giapponesi usarono vari metodi per soggiogare la popolazione locale. Inizialmente, veniva utilizzata la paura per mantenere l'ordine, ma questo approccio venne modificato in seguito alle valutazioni degli ideologi militari giapponesi. Nel 1939, l'esercito giapponese tentò alcune politiche populiste, tra cui:
- una riforma agraria, che divise la proprietà dei grandi proprietari terrieri in piccoli poderi e assegnandoli ai contadini locali;
- fornire ai cinesi servizi medici, compresa la vaccinazione contro il colera, il tifo e la varicella e cure per altre malattie;
- ordinare ai soldati giapponesi di non violare le donne o le leggi;
- lanciare volantini dagli aeroplani, offrire ricompense per informazioni (con scommesse istituite mediante l'uso di una bandiera bianca di resa), la consegna di armi o altre azioni utili alla causa giapponese. Il denaro e il cibo erano spesso incentivi usati; e
- distribuzione di caramelle, cibo e giocattoli ai bambini

Anche i leader buddisti all'interno dei territori cinesi occupati (Shao-Kung) vennero costretti a tenere discorsi pubblici e persuadere le persone delle virtù di un'alleanza cinese con il Giappone, incluso sostenere la rottura di tutte le relazioni con le potenze e le idee occidentali. Nel 1938 venne lanciato a Shanghai un manifesto, che ricordava alla popolazione l'esperienza dell'alleanza giapponese nel mantenere la "supremazia morale" rispetto alla natura spesso irritabile del precedente controllo repubblicano ed accusava anche il Generalissimo Chiang Kai-Shek di tradimento per aver mantenuto l'alleanza occidentale. A sostegno di tali sforzi, nel 1941 Wang Jingwei propose il Piano Qingxiang, da applicare lungo il corso inferiore del Fiume Azzurro. Venne formato un Comitato del Piano Qingxiang (Qingxiang Weiyuan-hui) con lui stesso come presidente e Zhou Fohai e Chen Gongbo (rispettivamente primo e secondo vicepresidente). Li Shiqun venne nominato segretario del comitato. A partire dal luglio 1941, Wang sostenne che qualsiasi area a cui fosse applicato il piano si sarebbe convertita in "aree modello di pace, anticomunismo e ricostruttori del paese" (heping fangong jianguo mofanqu). Non fu un successo.

## Confini

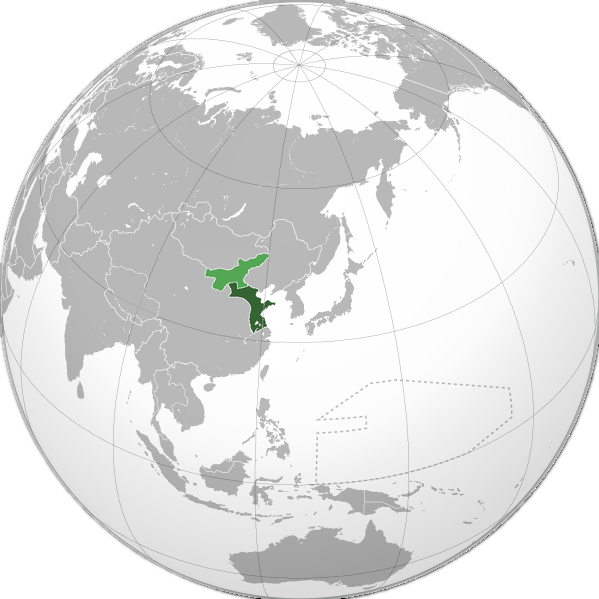
Mappa della Repubblica di Cina controllata dal Governo Nazionale Riorganizzato nel 1939 (verde scuro), il Mengjiang venne incorporato nel 1940 (verde chiaro)

In teoria, il Governo Nazionale Riorganizzato rivendicò tutta la Cina ad eccezione del Manciukuò, che riconobbe come stato indipendente. In realtà, al momento della sua formazione, il governo riorganizzato controllava solo Jiangsu, Anhui e il settore nord di Zhejiang, tutti territori controllati dai giapponesi dopo il 1937. Successivamente, i confini effettivi del governo riorganizzato aumentarono e diminuirono man mano che i giapponesi ottenevano o perdevano territorio durante il corso della guerra. Durante l'offensiva giapponese del dicembre 1941, il governo riorganizzato estese il suo controllo su Hunan, Hubei e parti delle province di Jiangxi. Anche il porto di Shanghai e le città di Hankou e Wuchang vennero poste sotto il controllo del governo riformato dopo il 1940.
Le province controllate dai giapponesi di Shandong e Hebei erano de jure parte di questa entità politica, sebbene fossero de facto sotto l'amministrazione militare dell'Armata giapponese dell'area della Cina settentrionale dal suo quartier generale a Pechino. Allo stesso modo, i territori controllati dai giapponesi nella Cina centrale erano sotto l'amministrazione militare della 6ª Armata d'area giapponese dal suo quartier generale a Hankou (Wuhan). Altri territori controllati dai giapponesi avevano amministrazioni militari che riferivano direttamente al quartier generale militare giapponese a Nanchino, ad eccezione del Guangdong e del Guangxi che per breve tempo ebbero il loro quartier generale a Canton. Le zone centrali e meridionali di occupazione militare vennero infine collegate insieme dopo l'operazione Ichi-Go nel 1944, sebbene la guarnigione giapponese non avesse alcun controllo effettivo sulla maggior parte di questa regione a parte una stretta striscia attorno alla ferrovia Guangzhou-Hankou.
Il controllo del governo riorganizzato era per lo più limitato a:
- Jiangsu: 41,818 miglia quadre (108,31 km²); capitale: Zhenjiang (include anche la capitale nazionale di Nanchino (Nanjing))
- Anhui: 51,888 miglia quadre (134,39 km²); capitale: Anqing
- Zhejiang: 39,780 miglia quadre (103,03 km²); capitale: Hangzhou

Secondo altre fonti, l'estensione totale del territorio nel periodo 1940 era di 1.264.000 km2. Nel 1940 venne firmato un accordo tra lo stato fantoccio della Mongolia Interna del Mengjiang e il regime di Nanchino, incorporando il primo nel secondo come parte autonoma.

## Economia
La Compagnia Trasporti della Cina del Nord e la Ferrovia della Cina centrale vennero istituite dall'ex governo provvisorio e dal governo riformato, che avevano nazionalizzato le compagnie ferroviarie e di autobus private che operavano nei loro territori e continuarono a funzionare fornendo servizi ferroviari e servizi di autobus nel territorio del regime di Nanchino.

## Società
I giapponesi sotto il regime avevano un maggiore accesso agli ambiti lussi in tempo di guerra e i giapponesi godevano di cose come fiammiferi, riso, tè, caffè, sigari, cibi e bevande alcoliche, che erano tutti scarsi nel Giappone vero e proprio, ma i beni di consumo divennero più scarsi dopo che il Giappone entrò nella seconda guerra mondiale. Nei territori cinesi occupati dai giapponesi i prezzi dei beni di prima necessità aumentarono notevolmente con l'espansione dello sforzo bellico del Giappone. A Shanghai, nel 1941, aumentarono di undici volte. La vita quotidiana era spesso difficile nella Repubblica di Cina controllata dal governo nazionalista di Nanchino e divenne sempre più difficile quando la guerra si rivoltò contro il Giappone (1943 circa). I residenti locali ricorsero al mercato nero per ottenere gli articoli necessari o per influenzare l'establishment al potere. Il Kempeitai (Corpo di polizia militare giapponese), il Tokubetsu Kōtō Keisatsu (Polizia superiore speciale), la polizia cinese collaborazionista e i cittadini cinesi al servizio dei giapponesi lavorarono tutti per censurare le informazioni, monitorare qualsiasi opposizione e torturare nemici e dissidenti. Venne creata un'agenzia segreta "nativa", la Tewu, con l'aiuto di "consiglieri" dell'esercito giapponese. I giapponesi istituirono anche centri di detenzione per prigionieri di guerra, campi di concentramento e centri di addestramento kamikaze per indottrinare i piloti.
Poiché il governo di Wang deteneva l'autorità solo sui territori sotto l'occupazione militare giapponese, c'era una quantità limitata che i funzionari fedeli a Wang potevano fare per alleviare le sofferenze dei cinesi sotto l'occupazione giapponese. Lo stesso Wang divenne un punto focale della resistenza anti-giapponese. Venne demonizzato e bollato come un "traditore" sia nella retorica del KMT che in quella comunista. Wang e il suo governo erano profondamente impopolari presso la popolazione cinese, che li considerava traditori sia dello stato cinese che dell'identità cinese Han. Il governo di Wang venne costantemente minato dalla resistenza e dal sabotaggio. La strategia del sistema educativo locale era quella di creare una forza lavoro adatta all'impiego nelle fabbriche e nelle miniere e al lavoro manuale. I giapponesi tentarono anche di presentare la loro cultura e il loro abbigliamento ai cinesi. Reclami e agitazioni richiedevano uno sviluppo educativo cinese più significativo. Vennero costruiti templi shintoisti e centri culturali simili per instillare la cultura e i valori giapponesi. Queste attività s'interruppero alla fine della guerra.

## Figure principali

### Amministrazione locale
- Wang Jingwei: presidente e capo di Stato
- Chen Gongbo: presidente e capo di Stato dopo la morte di Wang. Inoltre, presidente dello Yuan legislativo (1940-1944) e sindaco del settore occupato di Shanghai.
- Zhou Fohai: vice presidente e ministro delle Finanze nello Yuan esecutivo
- Wen Tsungyao: capo dello Yuan giudiziario
- Wang Kemin: ministro degli Affari Interni, già capo del Governo provvisorio della Repubblica di Cina
- Liang Hongzhi: capo dello Yuan legislativo (1944-1945), precedentemente capo del Governo riformato
- Yin Ju-keng: Membro del Dipartimento per gli affari legali, in precedenza capo del Consiglio autonomo dell'Hebei orientale
- Wang Yitang: Ministro dello Yuan d'esame, presidente del Consiglio politico della Cina settentrionale (1940-1943)
- Jiang Kanghu: capo dello Yuan educativo
- Xia Qifeng: Capo dell'Ufficio di Revisione dello Yuan di controllo
- Ren Yuandao: ministro della Marina (1940-1945) & presidente del Consiglio militare nazionale (1940-1942)
- Xiao Shuxuan: ministro degli Affari Militari (1945) & presidente del Consiglio militare nazionale (1942-1945)
- Yang Kuiyi: capo di stato maggiore (1940-1942) & presidente del Consiglio militare nazionale (1945)
- Bao Wenyue: ministro degli Affari Militari (1940-1943) & capo di stato maggiore (1943-1945)
- Ye Peng: ministro degli Affari Militari (1943-1945) & capo di stato maggiore (1942)
- Xiang Zhizhuang: comandante del 5º Gruppo d'armate, comandante della 12ª Armata, governatore e comandante della Sicurezza nella Provincia dello Zhejiang, governatore della Provincia dello Jiangsu
- Rong Zhen: capo del Comitato per la sottomissione dei comunisti, governatore della provincia dell'Hebei. (1945)
- Kou Yingjie: Consigliere dell'ufficio di stato maggiore
- Liu Yufen: capo di stato maggiore (1942-1943)
- Hu Yukun: capo di stato maggiore (1945)
- Hao Pengju: capo di stato maggiore del 1º Gruppo d'armate, governatore di Huaihai, comandante generale della 6ª Armata della Strada
- Wu Huawen: comandante in capo del 3° Fronte
- Qi Xieyuan: comandante in capo dell'Armata di pacificazione della Cina settentrionale, supervisore dell'amministrazione generale della giustizia
- Sun Dianying: comandante del 6º Gruppo d'armate, distretto dell'Esercito collaborazionista cinese
- Ding Mocun: capo della Polizia Segreta Collaborazionista, ministro della Società, ministro dei Trasporti, governatore della provincia dello Zhejiang
- Li Shiqun: capo del No. 76, il servizio segreto del regime di stanza al numero 76 di Jessefield Road a Shanghai
- Zhu Xingyuan: capo dell'Agenzia d'affari politici
- Tang Erho: presidente della commissione per gli affari politici della Cina settentrionale
- Gu Zhongchen: vice capo dello Yuan d'esame (1940-1944), capo dello Yuan d'esame (1944-1945)
- Thung Liang Lee: direttore dell'Ufficio di pubblicità internazionale (1940-1945)
- Xia Suchu: vice capo esecutivo del Dipartimento di valutazione dello Yuan d'esame, segretario capo dello Yuan d'esame
- Chen Qun: ministro degli Interni (1940-1943)
- Luo Junqiang: ministro della Giustizia (1942-1943), governatore dell'Anhui (1943-1944)
- Zhao Yusong: ministro dell'Agricoltura (1940-1941), ministro della Giustizia (1941-1942), ministro del Servizio Civile (1942-1943)
- Mei Siping: ministro degli Interni (1943-1945)
- Su Tiren: governatore dello Shanxi (1938-1943), sindaco della Città speciale di Pechino (1943)
- Zhao Zhengping: ministro dell'Educazione (1940-1941)
- Wang Shijing: Membro esecutivo e governatore dell'Ufficio Generale delle Finanze, governatore dell'Ufficio Generale dell'Economia
- Zhou Huaren: Viceministro esecutivo delle Ferrovie, sindaco della Municipalità speciale di Guangzhou
- Lin Bosheng: ministro della Propaganda (1940-1944)
- Zhao Zhuyue: ministro della Propaganda (1944-1945)
- Gao Guanwu: sindaco della Città speciale di Nanchino (1938-1940), governatore dello Jiangsu (1940-1943), governatore dell'Anhui (1943), governatore dello Jiangxi (1943-1945)
- Chen Zemin: governatore della provincia dello Jiangsu
- Yu Jinhe: sindaco della Città speciale di Pechino (1938-1943)
- Lin Biao (1889): capo della Corte Suprema Amministrativa
- Kaya Okinori: Nazionalista, commerciante e consulente commerciale giapponese
- Chu Minyi: ministro degli Esteri (1940; 1941-1945), ambasciatore in Giappone (1940-1941)
- Cai Pei: sindaco della Città speciale di Nanchino (1940-1942), ambasciatore in Giappone (1943-1945)
- Xu Liang: ministro degli Esteri (1940-1941), ambasciatore in Giappone (1941-1943)
- Li Shengwu: ministro degli Esteri (1945), ambasciatore in Germania
- Zhang Renli: sindaco della Città speciale di Tianjin (1943)
- Yan Jiachi: viceministro delle Finanze, responsabile del controllo dello Yuan di controllo
- Xu Xiuzhi: sindaco della Città speciale di Pechino (1945)
- Lian Yu: ambasciatore nel Manciukuò (1940-1943), ambasciatore in Giappone (1945)
- Zhu Lühe: Vicecapo dello Yuan giudiziario, presidente del Comitato di azione disciplinare per i dipendenti pubblici centrali
- Wen Shizhen: sindaco della Città speciale di Tianjin (1939-1943)
- Wang Xugao: governatore del Jinhaidao, sindaco della Città speciale di Tianjin
- Wang Yintai: governatore dell'Ufficio generale per gli affari, governatore dell'Ufficio generale per l'agricoltura, presidente del Consiglio politico della Cina settentrionale
- Chen Jicheng: ambasciatore nel Manciukuò (1943–1945)
- Wang Xiang: capo dell'Agenzia per l'istruzione nello Shanxi, governatore e comandante della sicurezza dello Shanxi
- He Peirong: governatore della provincia dell'Hubei (1938-1942), comandante della sicurezza nell'Hubei
- Ni Daolang: governatore della provincia dell'Anhui
- Wang Ruikai: governatore della provincia dello Zhejiang (1938-1941)
- Zhu Qinglai: ministro dei Trasporti, presidente della Commissione per l'irrigazione, vicecapo dello Yuan legislativo
- Wu Zanzhou: governatore della provincia dell'Hebei (1939-1943), presidente della Scuola Superiore di Polizia
- Shao Wenkai: governatore della provincia dell'Henan
- Wang Mo: capo dell'Ufficio Generale per l'Educazione
- Chao Kung: (Ignaz Trebitsch-Lincoln), presunto leader buddhista
- Zhou Longxiang: diplomatico, capo segretario dello Yuan esecutivo, capo dei funzionari pubblici.
- Zhou Xuechang: Sindaco della Città speciale di Nanchino (1941-1945)
- Zhu Shen: membro esecutivo e capo dell'Agenzia per gli affari politici, presidente del Consiglio politico della Cina settentrionale
- Yu Baoxuan: osservatore presso la Commissione per l'Esame degli Alti Ufficiali
- Li Fang: ministro degli Esteri in Romania e Ungheria, ambasciatore in Germania
- Yin Tong: governatore dell'Ufficio generale per l'edilizia
- Hao Peng:  capo esecutivo della Regione speciale di Suhuai, comandante delle forze di sicurezza della Regione speciale di Suhuai
- Wu Songgao: segretario del Comitato politico centrale, viceministro per l'amministrazione giudiziaria, presidente del comitato per il sistema Baojia
- Yue Kaixian: capo dell'Ufficio Generale per gli Affari
- Deng Zuyu: governatore della provincia dello Jiangxi (1943)

### Rappresentanti stranieri e personale diplomatico
- Nobuyuki Abe: ambasciatore giapponese presso il Governo Nazionale Riorganizzato (1940)
- Kumataro Honda: ambasciatore giapponese (1940-1941)
- Mamoru Shigemitsu: ambasciatore giapponese (1941-1943)
- Masayuki Tani: ambasciatore giapponese (1943-1945)
- Teiichi Suzuki: consulente militare e politico giapponese
- Sadaaki Kagesa: consulente militare
- Zang Shiyi: ambasciatore del Manciukuò
- Li Shaogeng: inviato speciale del Manciukuò
- Heinrich Georg Stahmer: ambasciatore tedesco (1941-1943)
- Erich Kordt: ambasciatore tedesco (1943)
- Ernst Woermann: ambasciatore tedesco (1943-1945)
- Francesco Maria Taliani de Marchio: ambasciatore italiano (1941-1943)
- Álvaro de Maldonado y de Liñán: ministro spagnolo (1941-1943)
- José González de Gregorio: chargé d'affaires spagnolo (1944-1945)
- Hialmar Collin: ministro danese (1941-1945)

## La fine
Essendo morto prima della fine della guerra, Wang Jingwei non fu in grado di unirsi ai suoi colleghi leader del Governo Nazionalista Riorganizzato sotto processo per tradimento nei mesi successivi alla resa giapponese. Invece lui, insieme al suo successore presidenziale Chen Gongbo (che venne processato e condannato a morte dai vittoriosi nazionalisti) e al suo vicepresidente Zhou Fohai (che ebbe la sua condanna a morte commutata in ergastolo), ricevette il titolo Hanjian, che significa arcitraditore del popolo Han. Nei decenni successivi, Wang Jingwei e l'intera reputazione del governo collaborazionista furono oggetto di un considerevole dibattito scolastico. In generale, le valutazioni prodotte dagli studiosi che lavorano sotto la Repubblica popolare cinese hanno sostenuto le interpretazioni più critiche del regime fallito, gli studiosi occidentali in genere tengono il governo e Wang Jingwei in particolare in una luce comprensiva, con gli studiosi taiwanesi che cadono da qualche parte nel mezzo.

## Nella cultura popolare
- Lussuria è un romanzo del 1979 dell'autore cinese Eileen Chang che è stato successivamente trasformato in un pluripremiato film di Ang Lee. La storia parla di un gruppo di giovani studenti universitari che tentano di assassinare il ministro della Sicurezza del Governo Nazionale Riorganizzato. Durante la guerra, la signora Chang era sposata con Hu Lancheng, uno scrittore che lavorava per il Governo Nazionale Riorganizzato e si ritiene che la storia sia in gran parte basata su eventi reali.
- Il film cinese del 2009 The Message è un thriller/mystery alla maniera di una serie di romanzi di Agatha Christie. I personaggi principali sono tutti decifratori di codici in servizio nell'esercito del Governo Nazionale Riorganizzato, ma uno di loro è un doppiogiochista del Kuomintang. Un ufficiale dell'intelligence giapponese detiene il gruppo in un castello e tenta di scoprire chi di loro è la spia usando la coercizione psicologica e fisica, scoprendo aspre rivalità, gelosie e segreti dei protagonisti mentre lo fa.

### Pubblicazioni
- Brian G. Martin, 'in My Heart I Opposed Opium': Opium and The Politics of the Wang Jingwei Government, 1940–45, in European Journal of East Asian Studies, vol. 2, n. 2, 1º gennaio 2003,  pp. 365-410, DOI:10.1163/157006103771378464, JSTOR 23615144.
- Wai Chor So, Race, Culture, and the Anglo-American Powers: The Views of Chinese Collaborators, in Modern China, vol. 37, n. 1, gennaio 2011,  pp. 69-103, DOI:10.1177/0097700410382542, JSTOR 25759539.
- Margherita Zanasi, Globalizing Hanjian: The Suzhou Trials and the Post-World War II Discourse on Collaboration, in The American Historical Review, vol. 113, n. 3, giugno 2008,  pp. 731-751, DOI:10.1086/ahr.113.3.731, JSTOR 30223050.

### Libri
- Don Bate, Wang Ching Wei: Puppet or Patriot, Chicago, IL, RF Seymour, 1941.
- David P. Barrett e Larry N. Shyu (a cura di), Chinese Collaboration with Japan, 1932–1945: The Limits of Accommodation, Stanford University Press, 2001.
- Edward Behr, The Last Emperor, Recorded Picture Co. (Productions) Ltd and Screenframe Ltd., 1987.
- John H. Boyle, China and Japan at War, 1937–1945: The Politics of Collaboration, Harvard University Press, 1972.
- Kjeld Erik Brodsgaard, China and Denmark: Relations since 1674, Nordic Institute of Asian Studies, 2003.
- Gerald Bunker, The Peace Conspiracy: Wang Ching-wei and the China War, 1937–1941, Cambridge, Massachusetts, Harvard University Press, 1972, ISBN 978-0674-65915-5.
- Hsi-sheng Ch'i, Nationalist China at War: Military Defeats and Political Collapse, 1937–1945, Ann Arbor, MI, University of Michigan Press, 1982.
- Kai-Shek Chiang, The Soviet Russia in China, 1957.
- Wego W. K. Chiang, How the Generalissimo Chiang Kai Shek gained the Chinese-Japanese eight years war, 1937–1945.
- Arthur Cotterel, Western Power in Asia: Its Slow Rise and Swift Fall, 1415–1999, Wiley, 2009.
- Frank Dorn, The Sino-Japanese War, 1937–41: From Marco Polo Bridge to Pearl Harbor, Macmillan, 1974.
- James C. Hsiung e Steven I. Levine (a cura di), China's Bitter Victory: The War with Japan, 1937–1945, Armonk, NY, M. E. Sharpe, 1992.
- Phillip S. Jowett, Rays of The Rising Sun, Armed Forces of Japan's Asian Allies 1931–45, Volume I: China & Manchuria, Solihull, West Midlands, Inghilterra, Helion & Co. Ltd., 2004.
- Stephen MacKinnon e Diana Lary, China at War: Regions of China, 1937–1945, Stanford University Press, 2007.
- Alphonse Max, Southeast Asia Destiny and Realities, Institute of International Studies, 1985.
- Frederick W. Mote, Japanese-Sponsored Governments in China, 1937–1945, Stanford University Press, 1954.
- Joseph Newman, Goodbye Japan, New York, NY, marzo 1942.
- John Pollard, The Papacy in the Age of Totalitarianism, 1914–1958, Oxford University Press, 1014, ISBN 0199208565.
- Agnes Smedley, Battle Hymn of China, 1943.
- Wei Wang, China's Banking Law and the National Treatment of Foreign-Funded Banks, Routledge, 2016.
- Ernest Young, Ecclesiastical Colony: China's Catholic Church and the French Religious Protectorate, Oxford University Press, 2013,  pp. 250-251, ISBN 978-0199924622.